# Karabulak, Seydişehir
Karabulak là một xã thuộc huyện Seydişehir, tỉnh Konya, Thổ Nhĩ Kỳ. Dân số thời điểm năm 2011 là 204 người.